# Wikipédia em mirandês
A Wikipédia em mirandês (em mirandês:  Biquipédia) é a versão em mirandês da Wikipédia, a enciclopédia de licença livre. Em novembro de 2023, continha cerca de 4 253 artigos.